# Efialte di Trachis

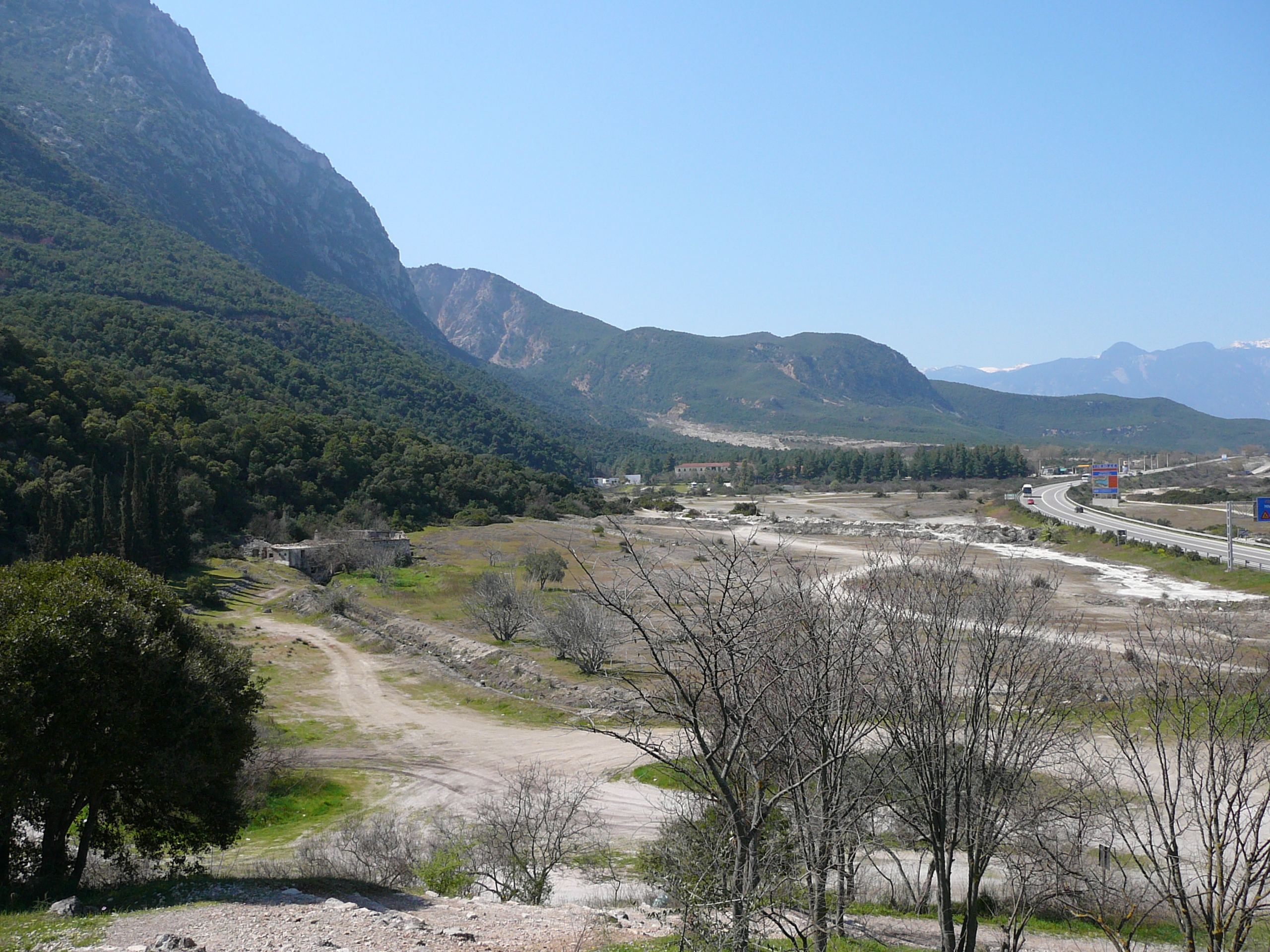
Il passo delle Termopili oggi.

Efialte di Trachis, figlio di Euridemo della Malide (in greco antico: Ἐφιάλτης?, Ephiàltes; Trachis, VI secolo a.C. – Anticira, 480 a.C.) fu un pastore greco che nel 480 a.C. tradì gli Spartani di Leonida I durante la battaglia delle Termopili.

## Biografia
La figura di Efialte è nota per il tradimento compiuto ai danni dei soldati greci che combattevano contro i Persiani nella battaglia delle Termopili, durante la seconda guerra persiana: Efialte guidò il corpo degli Immortali lungo un sentiero detto Anopea, sito lungo l'omonima pendice del monte Eta, consentendo loro di giungere alle spalle dei Greci che affrontavano i Persiani. Questo sentiero era stato scoperto dai Maliesi del luogo e seguito dai Tessali in guerra contro i Focesi. Esso non era però noto ai contingenti che combattevano alle Termopili.
Guidati da Idarne i Persiani, dopo aver messo in fuga il contingente focese di retroguardia, attaccarono, sconfissero e massacrarono i Trecento di Leonida. Efialte si aspettava una ricompensa, ma la sconfitta persiana nella battaglia di Salamina rovinò i suoi piani.
Il pastore fuggì allora in Tessaglia: i pilagori, i consiglieri esterni dell'anfizionia delfico-pilaica, promisero una ricompensa per chi l'avesse catturato. Tornato ad Anticira, Efialte fu ucciso da Atenade di Trachis, che per questo venne ricompensato dagli Spartani, anche se Erodoto afferma che Atenade in realtà lo uccise per motivi imprecisati, non connessi al tradimento.
Erodoto riporta pure un'altra versione meno credibile secondo cui sarebbero stati un uomo di Caristo, Orete figlio di Fanagore, e l'Anticirese Coridallo a tradire Leonida, ma evidenzia come questa ipotesi sia infondata poiché i pilagori posero la taglia solo dopo accurate ricerche.

## Considerazioni
Efialte è stato considerato l'archetipo del traditore della causa greca, sebbene anche altri Greci abbiano aiutato Serse. Il nome Efialte in greco antico significa "incubo", immaginato come un demone (un'etimologia proposta è dal verbo ἐφάλλομαι, "saltare sopra", sebbene siano presenti difficoltà fonetiche).

## Efialte nella cultura di massa
Nel fumetto e omonimo film 300, Efialte è descritto come uno spartano nato storpio e deforme, destinato perciò a morire in fasce gettato dal Taigeto secondo i costumi spartani, ma salvato dall'affetto dei genitori che fuggirono portandolo con loro. Efialte segue gli spartani e conferisce con Leonida, chiedendo di poter combattere con i 300 per riscattare l'onore del padre e il proprio. Nonostante il re ne apprezzi lo spirito guerriero, lo rifiuta, perché incapace di sollevare il proprio scudo: ciò danneggerebbe la falange spartana.
In seguito, furioso per essere stato rifiutato, Efialte si reca nel campo dei Persiani e, in cambio di una posizione di prestigio all'interno dell'esercito di Serse, rivela il percorso segreto per attraversare le Termopili. Quando si scopre la mossa di Efialte, gli Arcadi si ritirano e Leonida ordina a Delios di partire con loro e tornare a Sparta, per raccontare a tutta la Grecia le loro gesta.
Nel finale della storia Leonida, prima di essere sopraffatto, lo disprezza in modo beffardo augurandogli di "vivere in eterno" (dato che gli spartani consideravano un onore morire sul campo di battaglia).
Bisogna però evidenziare alcune differenze tra realtà storica e invenzione cinematografica: in primo luogo Efialte non era uno Spartano, bensì un pastore locale; inoltre, Erodoto non specifica nulla riguardo al suo aspetto, quindi non sappiamo se fosse deforme o no, anche se è risaputo che nella letteratura greca i malvagi erano rappresentati come degli uomini dall'aspetto sgradevole proprio perché esteriormente rispecchiavano il loro animo crudele (la kalokagathia, il principio del "bello e buono", in greco antico: καλὸς καὶ ἀγαθός?: ciò che è buono è anche esteticamente bello, mentre ciò che è internamente cattivo sarà anche brutto fuori, come nel caso di Tersite nell'Iliade).